# 飯豊町立飯豊中学校
飯豊町立飯豊中学校（いいでちょうりつ いいでちゅうがっこう）は、山形県西置賜郡飯豊町にある公立中学校。

## 概要
1958年9月に町内の3中学校（東部、中部、西部の各中学校）が統合・開校。2013年に中津川中学校と統合し、飯豊町唯一の中学校となった。

## 沿革
- 1958年（昭和33年）4月1日 - 中津川中学校を除く飯豊町内の3中学校が統合して、飯豊中学校が開校。
- 2013年（平成25年）4月1日 - 中津川中学校が閉校し、飯豊中学校と統合。

## 通学区域
- 飯豊町全域[3]

## 部活動
運動部
- 野球部
- サッカー部
- バスケットボール部
- 卓球部
- テニス部
- 柔道部
- 剣道部
- バドミントン部

文化部
- 吹奏楽部
- 美術部

## 周辺の主な施設
- 飯豊町役場
- 飯豊町民スポーツセンター
- 飯豊町町民野球場
- JR米坂線羽前椿駅